# Uzroci građanskog rata u Sjedinjenim Američkim Državama
Podrijetlo Američkog građanskog rata leži u složenim političkim pitanjima, uključujući shvaćanja o federalizmu, ropstvu, ekspanzionizmu, podvojenosti, gospodarstvu, te modernizaciji u prijeratnom razdoblju. Nakon rata s Meksikom pitanje robovlasništva na novom teritoriju dovelo je do Kompromisa iz 1850. Kompromis je samo odložio političku krizu a nije ju razriješio, jer je pitanje ropstva ostalo. Mnogi Sjevernjaci, osobito članovi nove Republikanske stranke, smatrali su ropstvo velikim zlom te su smatrali kako vlast kontrolira grupa južnjačke plantažne aristokracije. Južnjaci su nijekali kako postoji urota robovlasničke aristokracije, a zabrinjavao ih je rast Sjevera, kako u ljudstvu, tako i u gospodarstvu i utjecaj toga na njihovu političku moć. Kronologija događaja koji su doveli do građanskog rata, vidjeti Kronologija podrijetla Građanskog rata.
Kako su Sjever i Jug, među ostalim i zbog ustroja gospodarstva, razvili različitu društvenu strukturu, javili su se začeci zasebnih specifičnosti ovih područja. Pred sam rat SAD su bile očito podijeljene na tri područja: Novu Englesku i Sjeveroistok s gospodarstvom u kojem prevladavaju tvornička proizvodnja i razvijena trgovina, s velikim stanovništvom i ogromnim useljavanjem iz Europe osobito Iraca, Britanaca te Nijemaca. Središnji zapad se brzo širio. Tračnice su ga povezivale s Istokom, a brodovi na rijeci Mississippi s Jugom. Jug je ostao na svom sustavu robovskog rada na plantažama te mu je jedini dio nešto bržega rasta bio Teksas. Općenito, Sjever se razvijao na slobodnom, a Jug na robovskom radu.
Razlozi ćudoređa protiv ropstva postojali su i ranije, ali su, u interesu očuvanja jedinstva, te stranačke stege, bili obuzdani kompromisima s Jugom kao što su bili Missourijski kompromis iz 1820. te Kompromis iz 1850. Podignute tenzije značile su kako nije moguć kompromis s načelima ćudoređa, sve ili ništa. Abraham Lincoln je rekao "podijeljena kuća ne može stajati". Zaoštravanje tenzija i ideološka podjela nacije te slom ranijeg dvopartijskog sustava do 1850-ih doveli su do težnji za kompromisom. Međutim, pojavom Republikanske stranke 1850-ih, prve važne stranke s glasačima samo u jednom području (npr. na izborima 1860. ime njihova kandidata A. Lincolna nije se niti pojavilo na glasačkim listićima u čak 10 država Juga), sa svojim vještim političarima i aktivistima, industrijalizirani Sjever odredio se kao snaga koja želi gospodarstvo zasnovano na slobodnom radu tvorničkih zaposlenika. Izbor A. Lincolna za predsjednika (iako oženjen Južnjakinjom čija je obitelj posjedovala robove), bilo je previše Južnjacima i pokrenulo je odcjepljenje.

## Abolicionizam
Proturobovlasnički pokret se zahuktao tijekom 1830–ih te 1840–ih, u doba kada je sjevernjačko društvo prolazilo sveopću preobrazbu koja je zahtijevala sveobuhvatnu društvenu i političku promjenu. 
Reformatorski pokret je imao u žiži skupinu principa koji bi trebali promijeniti način življenja, radne navike te omogućiti prilagodbu novom – kapitalističkom načinu proizvodnje. Njihova gledišta imala su i vjersku zaleđinu u ostavštini Second Great Awakening, („drugo Veliko Buđenje“)perioda vjerskog oživljavanja koji je isticao potrebu promjena kod svake osobe.
Stoga su načela pokreta promjena na Sjeveru odjekivala yankeejevskim protestantizmom Velikog Buđenja. Uključujući i druge konfliktne ideologije, promjene u drugoj polovici prvog dijela XIX stoljeća, imale su u žiži promjenu ljudske osobe usvajanjem načela osjećaja stege, reda te obuzdavanja. Mnogim zagovornicima promjenama na umu je bilo oslobođenje rada i društvena pokretljivost (mogućnost napredovanja, pravo vlasništva i raspolaganja vlastitom radnom snagom) što su držali temeljnim načelima američke demokracije.
U međuvremenu, suprotnosti oko tzv. Ostend Manifest (prijedloga da SAD pripoje Kubu) te vraćanja odbjeglih robova, održavali su podvojenost područja u životu i prije nego što je nastupila kriza 1850-ih u svezi širenja ropstva na Zapad. Protivljenje nekih grupa na Sjeveru je pojačano nakon Kompromisa iz 1850, kada su se Južnjaci pojavljivali na Sjeveru goneći odbjegle robove a nerijetko i tražeći neke crne slobodnjake, tvrdeći (temeljem Zakona o odbjeglim robovima 1850.) kako su robovi. Osim toga, neki abolicionisti su pokušavali spriječiti primjenu  Zakona o odbjeglim robovima iz 1850. i to otvoreno i organizirano. U Bostonu — koji je slovio kao mjesto odakle nisu vratili niti jednog odbjeglog roba— Theodore Parker i drugi uvaženi građani pomogli su okupljanja kojim bi se spriječila primjena Zakona već travnja 1851. Razni oblici javnog protivljenja primjeni Zakona, širili su se gradovima Sjevera, ali nisu doveli do krize s Jugom sve do pokušaja izmjene Missourijskog Kompromisa iz 1820. u vezi širenja ropstva na nov teritorij. 

### Uspon pokreta "free soil" (slobodna tla)
Pretpostavke, iskustva te kulturni ciljevi predvodnika promjena 30-ih i 40-ih uvjetovali su politiku i ideologiju 1850-ih. Iznimni rast klase zaposlenika imigranata Iraca te Nijemaca katolika, izazvala je reakcije na Sjeveru među pristašama Vigovske stranke, kao i među Demokratima. Strah od nadmetanja na tržištu rada bjelačkih zaposlenika u tvornicama i poljodjelaca s rastućim brojem slobodnih crnaca, znan i kao "Negrofobija"—ponukao je mnoge države Sjevera na donošenje diskriminirajućih "[Crni zakoni|Crnih zakona]]."
Na središnjem zapadu, pojavio se i rad najamnih poljodjelaca, iako je broj samostalnih farmera još uvijek bio dvostruk od najamnih poljodjelaca i zaposlenika. Štoviše, usprkos širenju tvorničkog sustava rada, koji je ugrožavao gospodarsku samostalnost sitnog obrta, isti nije bio prevlađujući, a i sam je uglavnom bio na razini sitnog obrta. Ipak, društvena pokretljivost je barem na razini prigode postojala, upravo dostatno za prihvaćanje ideje slobode rada. 
Ruralna slika i malenih i srednjih gradića na Sjeveru, u okvirima ideologije „slobode rada“, sa širenjem prometa i komunikacija, osobito razvojem vlakova, telegrafa, mijenjala se ubrzano u posljednja dva desetljeća pred Građanski rat. S njom je došao i rast stanovništva, povećanje obujma proizvodnje i izvoza te sveopći napredak standarda. To je područje gdje se najprije pojavila i učvrstila Republikanska stranka. Njihov svjetonazor predviđao je društvo kapitalizma sitnog obrta, s pružanjem mogućnosti bjelačkim radnicima, za raspolaganje vlastitim radom i pravom vlasništva. Mnogi zagovornici „Slobodna tla“ zalagali su se za ograničenja naseljavanju slobodnim crncima i npr. Kinezima (kao su već bili u Kaliforniji u velikom broju) na područjima Zapada, kako bi to područje ostalo rezervirano za bijelce. 
Protivljenje Wilmot Proviso iz 1847. pomoglo je konsolidiranju snage "Slobodna tla". Sljedeće su godine radikalni demokrati iz New Yorka znani i kao Barnburners, pristaše „Stranke Slobode“, te proturobovlasnički Vigovci imali konvenciju u Buffalo, New York tijekom kolovoza, na kojoj je ustanovljena „Partija slobodnog tla“. Martin Van Buren nekadašnji predsjednik i Charles Francis Adams, Sr. njegov potpredsjednik, imali su njihovu podršku. Stranka se usprotivila širenju ropstva na teritorij gdje nije bilo ustanovljeno kao što su bili Oregon te teritorij ustupljen od strane Meksika.